# 유엔 지명 표준화 회의

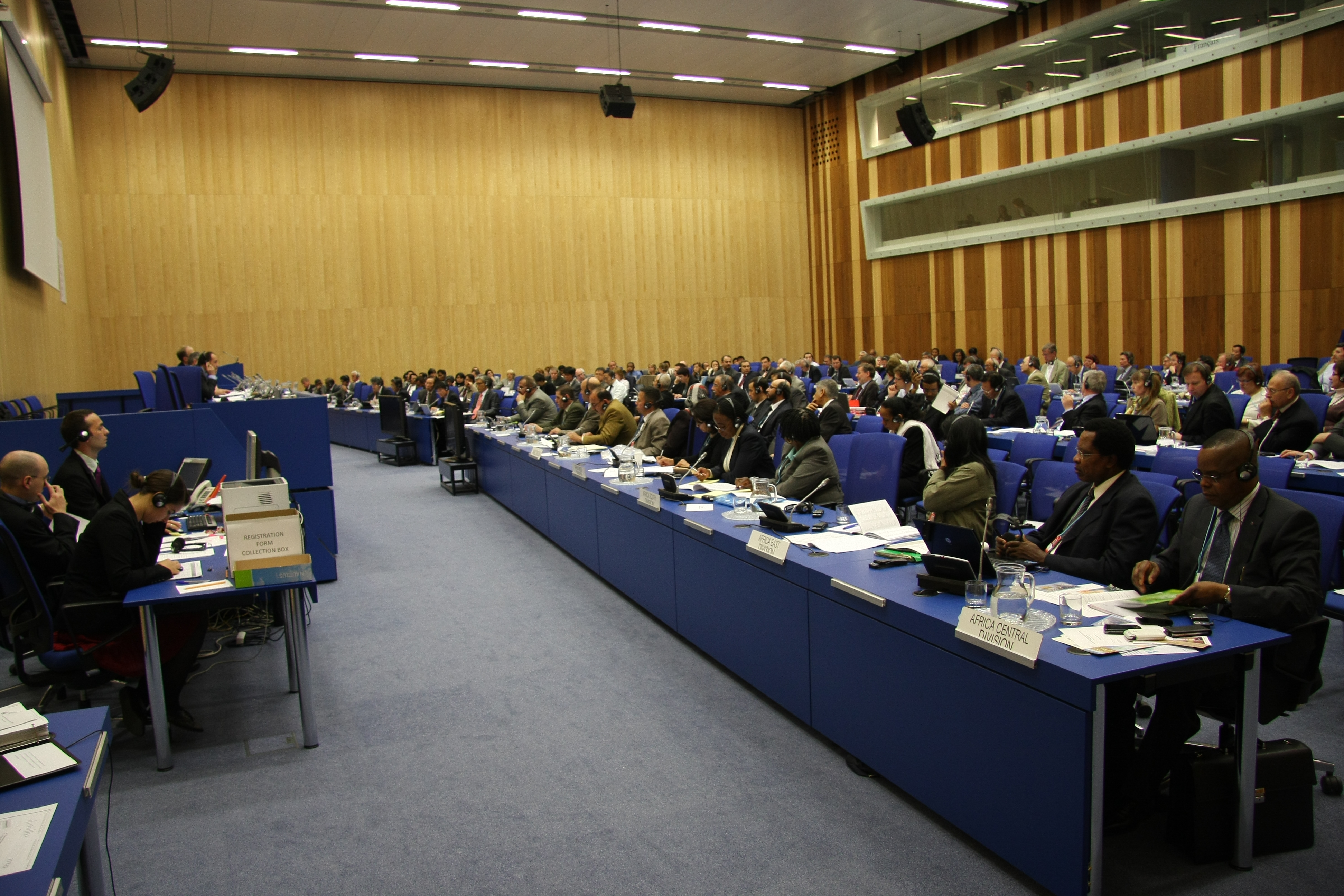
2011년 5월

유엔 지명 표준화 회의(United Nations Conference on the Standardization of Geographical Names)는 유엔 경제 사회 이사회 산하 유엔 통계 위원회에서 주기적으로 개최하는 국제 회의로, 지명의 표준화를 다룬다. 매 5년마다 뉴욕의 유엔 본부에서 개최된다.

## 같이 보기
- 유엔 지명 전문가 그룹(United Nations Group of Experts on Geographical Names)
- 동해의 이름에 대한 분쟁